# USS Liscome Bay (CVE-56)

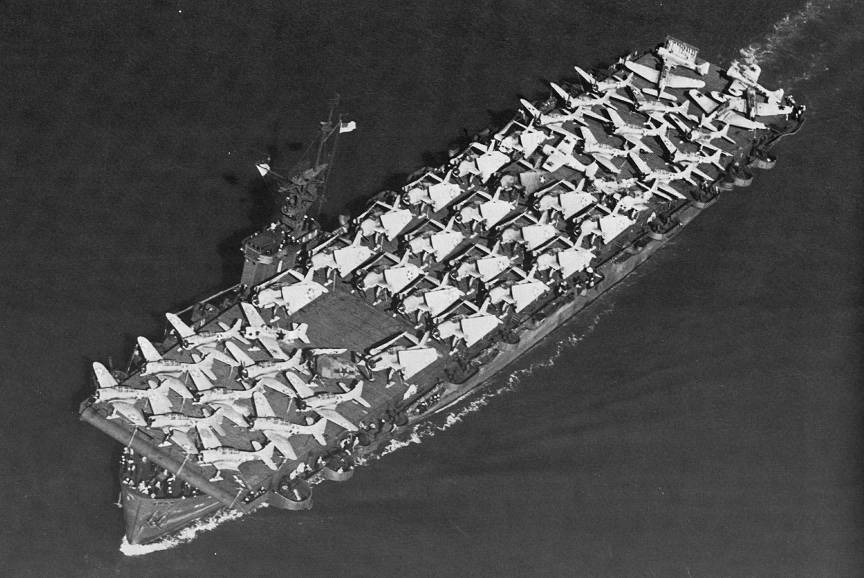
USS Liscome Bay (CVE-56).

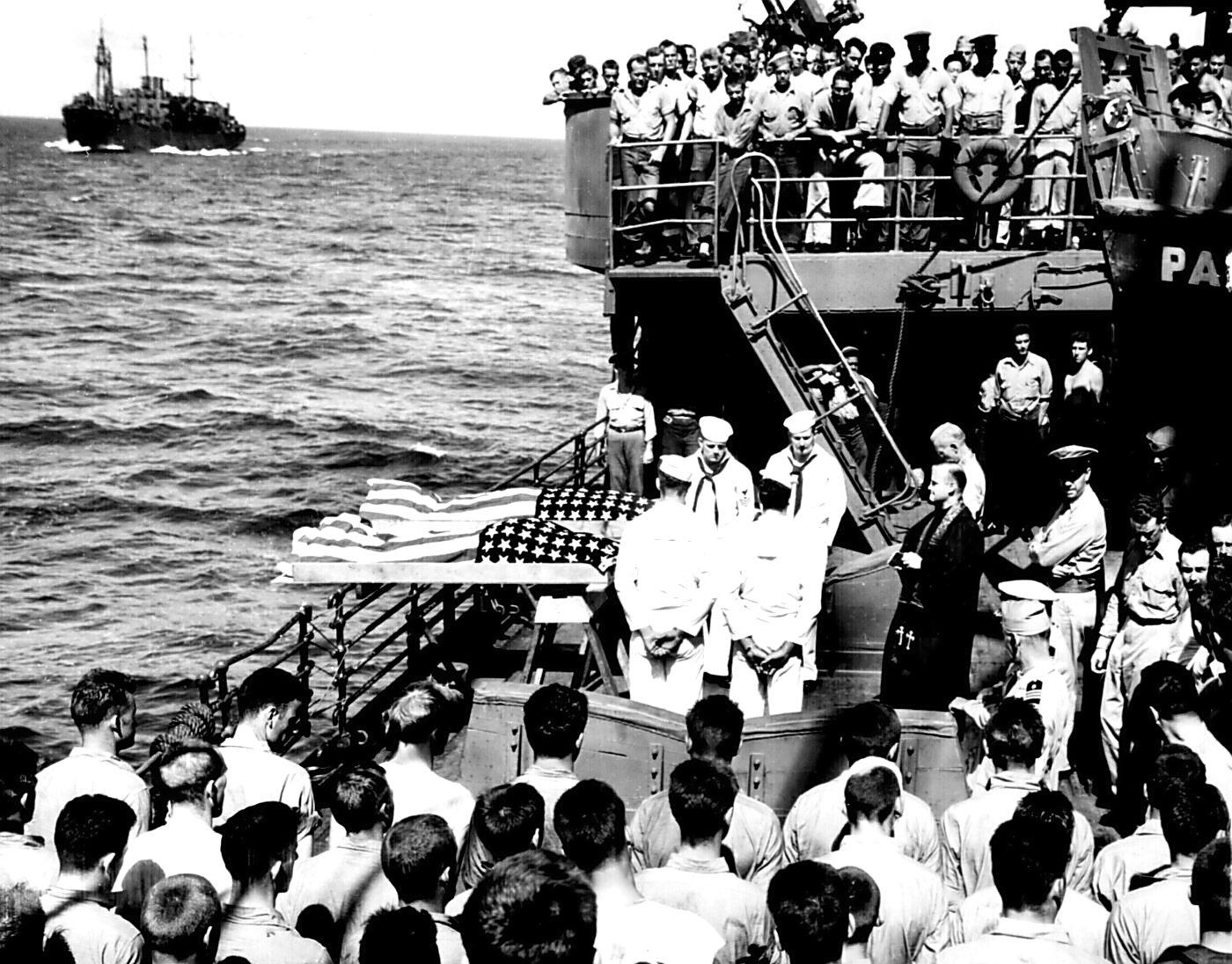
Enterrement en mer à bord du Leonard Wood de deux marins du Liscome Bay, victimes de l'attaque du sous-marin I-175. Au premier plan se trouvent des survivants du navire. Le Neville, en arrière-plan, transporte le reste des survivants, novembre 1943.

L'USS Liscome Bay était un porte-avions d'escorte de la classe Casablanca, coulé par une attaque de sous-marin japonais (I-175) lors de l'opération Galvanic le 24 novembre 1943.
Sa quille est posée le 9 décembre 1942 par la Kaiser Shipbuilding Company de Vancouver (Washington), sous un contrat passé avec l'United States Maritime Commission. Il devait à l'origine être donné à Royal Navy sous les termes de prêt-bail et le nom de HMS Ameer, mais a été affecté à la marine américaine alors qu'il était toujours en train d'être construit. Il est lancé le 19 avril 1943 et intègre l'United States Pacific Fleet et participe à la campagne des îles Gilbert et Marshall.
Commandé par l'officier Irving Wiltsie (tué le 24 novembre 1943 lors du naufrage), il reçut une battle star pour son service pendant la Seconde Guerre mondiale.